# Strobilanthes rhytisperma
Strobilanthes rhytisperma är en akantusväxtart som beskrevs av C. B. Cl.. Strobilanthes rhytisperma ingår i släktet Strobilanthes och familjen akantusväxter. Inga underarter finns listade i Catalogue of Life.